# Pośrednia Kotelnica
Pośrednia Kotelnica, Mała Kotelnica (słow. 'Prostredná Kotolnica, Malá Kotolnica, niem. Mittlere Kesselkoppe, Kleine Kesselkoppe) – wznosząca się na wysokość około 1980 m czuba skalna w grani Liptowskich Murów, będącej fragmentem grani głównej Tatr. Znajduje się między Pośrednią Kotelnicową Ławką (Prostredná kotolnicová lávka, ok. 1965 m) i Niżnią Kotelnicową Ławką (Nižná kotolnicová lávka, 1955 m) w grani, którą biegnie granica polsko-słowacka. Przejście granią Pośredniej Kotelnicy jest łatwe (0 w skali tatrzańskiej, z minimalnymi obejściami). Na północ opada urwiskiem, niżej stromymi zboczami do Czarnego Stawu Polskiego, na południe również skałami, ale łagodniej do Doliny Koprowej.
Pierwsze znane przejście turystyczne:
- latem – Teodor Eichenwald, Ferdynand Rabowski, Jan Bachleda Tajber, Wojciech Tylka Suleja, 5 sierpnia 1902 r. (z Gładkiej Przełęczy przez Gładki Wierch do Czarnej Ławki),
- zimą – Adam Karpiński, Wilhelm Smoluchowski, 8 kwietnia 1925 r.[3]

## Przypisy

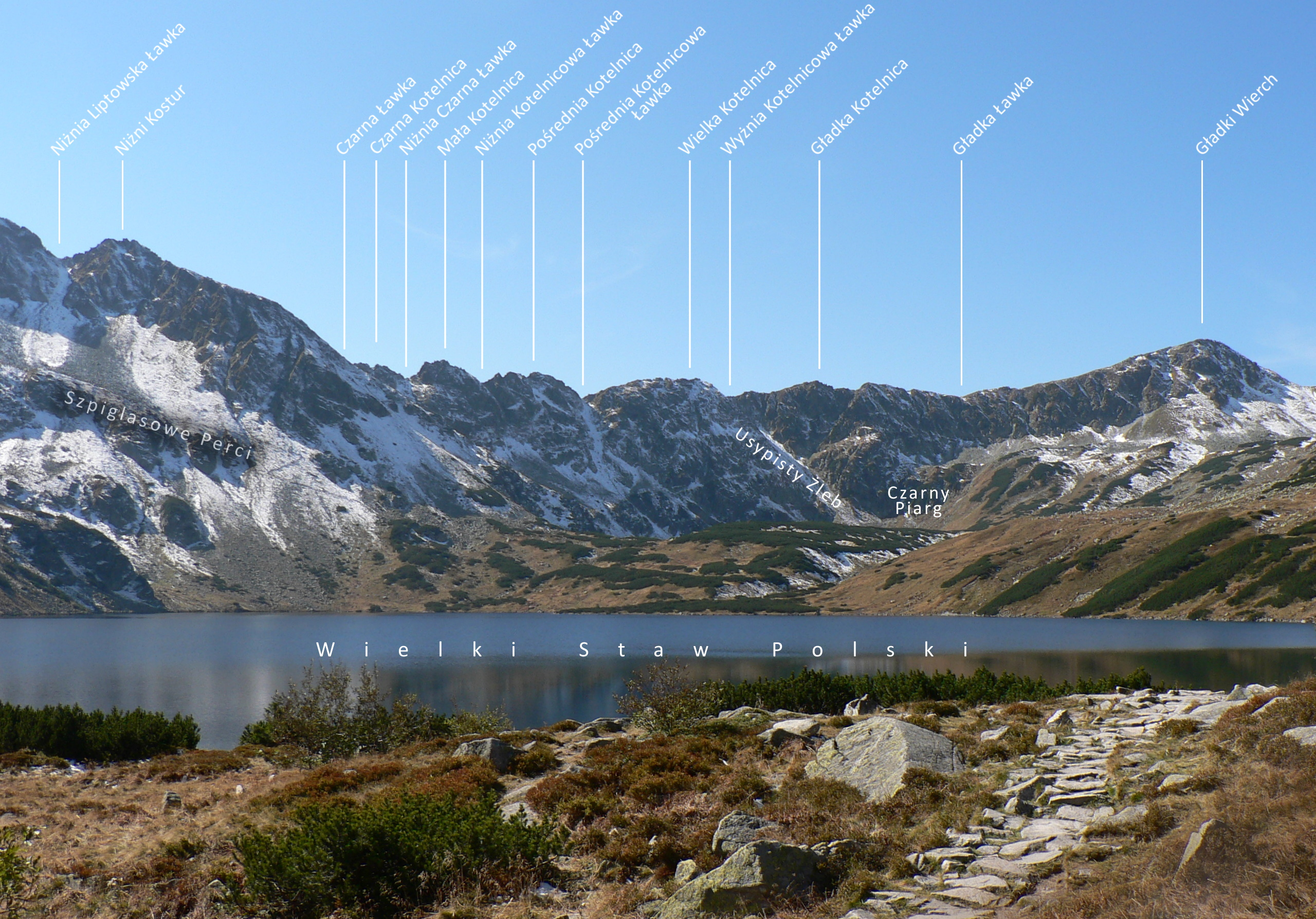
Kotelnica, widok z Doliny Pięciu Stawów Polskich